# Pyramica yaleogyna
Pyramica yaleogyna är en myrart som först beskrevs av Wilson och Brown 1956.  Pyramica yaleogyna ingår i släktet Pyramica och familjen myror. Inga underarter finns listade i Catalogue of Life.